# 根本幸多
根本 幸多（ねもと こうた、1980年8月5日 - ）は、日本の男性声優。茨城県日立市出身。青二プロダクション所属。

## 来歴
青二塾東京校第23期生。

## 人物
趣味は麻雀、草野球、サッカー、自転車。特技はスキー、麻雀。方言は茨城弁。
Boy's Beatのメンバーの一人でもある（他のメンバーに岡本寛志、三宅淳一、鈴木賢、河本啓佑）。

## 出演
太字はメインキャラクター。

### テレビアニメ
2003年
- おねがい☆ツインズ（江藤）
- キノの旅 -the Beautiful World-（ガヤ）
- ちびまる子ちゃん（2003年 - 2024年、男の人、男、上級生男子、男子1、関口くん〈2代目〉）
- PAPUWA（2003年 - 2004年、シミズくん、チョコレートロマンス仲間A、タケダ）

2004年
- BECK（男）
- 美鳥の日々（手下1、友人A）
- ゆめりあ（生徒）

2005年
- B-伝説! バトルビーダマン 炎魂（ビーダーC、村人D、保安部隊B、村人B）
- ふしぎ星の☆ふたご姫（メラメラドッグ、ニャムル、ラビ族、ロボ、ウッキー、子供、側近、カッキー）

2006年
- ガイキング LEGEND OF DAIKU-MARYU（機関士）
- 神様家族（藤崎、田中、男子生徒、男性）
- 銀色のオリンシス（ダラスの部下、中年男性、避難民）
- CLUSTER EDGE（クラスター生徒）
- 出ましたっ!パワパフガールズZ（2006年 - 2007年、男子生徒、アイス屋さん、TVアナウンサー、警備員、警察官、サル）
- 祝!(ハピ☆ラキ)ビックリマン（2006年 - 2007年、お守り、赤悪魔、邪魔キング、村人）
- DEATH NOTE（若者C）
- 西の善き魔女 Astraea Testament（兵士3）
- ラブゲッCHU 〜ミラクル声優白書〜（同人ファンB）
- ONE PIECE（2006年 - 2007年、衛兵、巨人、諜報員、海兵）

2007年
- ゲゲゲの鬼太郎（第5作）（舟幽霊、ゲームの音声、若者、少年）
- モノノ怪 「化猫」（乗客）

2009年
- 11eyes（照屋匡）

2012年
- 聖闘士星矢Ω（2012年 - 2013年、グレイ、ゴーレムB、オウム、ウェルカーヌス、メトネ、サターン兵）
- デジモンクロスウォーズ 時を駆ける少年ハンターたち（ハルキ）

2014年
- 暴れん坊力士!!松太郎（林、付き人、店長、中沢）
- ドラゴンボール改（2014年 - 2015年、トト、イダーサ、ジュエール、部下、トカゲ、オバケ、ノック 他）
- ワールドトリガー（2014年 - 2021年、3バカ2号、佐鳥賢、隊員、C級隊員A） - 3シリーズ

2015年
- 俺物語!!（柿谷）
- 電波教師（五味社長、オタク）

2016年
- タイガーマスクW（大丸、ドッグ）
- デジモンユニバース アプリモンスターズ（メールモン）
- ドラえもん（テレビ朝日版第2期）（ケン）
- ドラゴンボール超（複製ソテー人）

2018年
- ゲゲゲの鬼太郎（第6作）（2018年 - 2019年、チャラトミ、ムジナ）
- 爆釣バーハンター（2018年 - 2019年、シュワ次郎）

### 劇場アニメ
- なぜ生きる 蓮如上人と吉崎炎上（2016年、地元僧侶）

### OVA
- アカネマニアックス（2004年、男子B）
- サクラ大戦 ル・ヌーヴォー・巴里（2004年、観客たち、巴里の人々）
- GUNDAM EVOLVE../11 RB-79 BALL（2005年、通信音声）
- HELLSING（2006年、部下[18]）

### Webアニメ
- 拡張少女系トライナリー（2017年、隊員2）

### ゲーム
2004年
- 決戦III（伊達政宗、穴山梅雪）

2005年
- 餓狼伝 Breakblow（梶原年男）

2006年
- 乙女的恋革命★ラブレボ!!（ヨシヒサ）
- CLANNAD -クラナド-
- SIMPLE2000シリーズ Vol.107 THE 炎の格闘番長（刃、ヤンキー男1）
- スパルタン 〜古代ギリシャ英雄伝〜（Additional Voices）
- 戦国無双2 Empires（エディット武将〈勇将〉）
- テイルズ オブ ザ ワールド レディアント マイソロジー（主人公〈男〉）
- 龍刻 RYU-KOKU（安部アツシ）
- ルーンファクトリー -新牧場物語-（カミュ、イヴァン）

2007年
- 餓狼伝 Breakblow Fist or Twist（梶原年男）
- ソニック ラッシュ アドベンチャー（ジョニー）
- DEAR My SUN!!〜ムスコ★育成★狂騒曲〜（紫藤雷斗〈熱血系〉）
- テイルズ オブ イノセンス（アルカ信者）
- VitaminX（翔太、パウ）
- バトルファンタジア（ドクロッド〈ストーリー〉）
- まほろばStories -Library of Fortune-

2008年
- 仮面ライダーバトル ガンバライド（仮面ライダースーパー1）
- drastic Killer（イヴァ）
- Memories Off 6 〜T-wave〜（佐賀亨）

2009年
- 11eyes CrossOver（照屋匡）
- Memories Off 6 Next Relation（佐賀亨）

2010年
- スカーレッドライダーゼクス（近江）
- Memories Off ゆびきりの記憶（佐賀亨）

2011年
- オール仮面ライダー ライダージェネレーション（2011年 - 2016年、仮面ライダースーパー1） - 3作品
- スカーレッドライダーゼクス -STARDUST LOVERS-（近江）

2012年
- 新・剣と魔法と学園モノ。刻の学園（ベック）
- スカーレッドライダーゼクスI + FD ポータブル（近江）

2013年
- 仮面ライダーバトル ガンバライジング（仮面ライダースーパー1）
- ゴッドイーター2（プレイヤーボイス）
- ジョジョの奇妙な冒険 オールスターバトル（ヌケサク）
- VitaminR（カイザー）

2014年
- モンスター烈伝 オレカバトル（クドラク）

2015年
- デジモンストーリー サイバースルゥース（ジミィKEN）

2016年
- 誰ガ為のアルケミスト（ルシード）
- 仮面ライダー バトライド・ウォー創生（仮面ライダースーパー1）
- ペルソナ5

2021年
- ソロモンプログラム（クドラク）

2022年
- デジモンサヴァイブ（ドラクモン）

2023年
- 仮面ライダーバトル ガンバレジェンズ（仮面ライダースーパー1）
- 魔女の泉R（ブラックジョー）

2024年
- ドラゴンボールZ カカロット（ノック）
- ORE'N（追跡者カルメル）

### 吹き替え
- 追風少年 〜ワンダフル・ライフ〜（ショウミジュウ）
- コールドケース 迷宮事件簿 1#23（マーク・アダムス〈少年時代〉）
- ジミー・ニュートロン 僕は天才発明家!（ニック・ディーン）
- セイディ my ダイアリー（ビンス）
- ペレ 伝説の誕生（ペレ）

### CD
- Scared Rider Xechs サマー・モーション333（近江）
- DEAR My SUN!!〜ムスコ★育成★狂騒曲〜関連CD
  - DEAR My SUN!! オリジナルゲームサウンドトラック（紫藤雷斗 / 熱血系）
  - DEAR My SUN!! キャラクターソング&メッセージCD 風斗ver.（紫藤雷斗 / 熱血系）
- 「drastic Killer」主題歌CD 「赤と黒〜Corkscrew」（C/W: エンディング曲「二人のクロスロード」）

### ラジオドラマ
- 箱根駅伝応援スペシャル〜5夜連続ラジオドラマ『風が強く吹いている』（文化放送）（ジョータ）
- 青山劇場『おばけ屋のおばけもち』『おばけ屋のおばけたまご』（一つ目小僧）/『しあわせ旅日記』（幹夫）/『そう、人は外見ではない』（テツ）
- サイボーグ009誕生編（少年、乗組員B）

### 特撮
- ウルトラシリーズ
  - ウルトラマンボーイのウルころ（ウルトラマンアグルの声）
- 仮面ライダーシリーズ
  - 劇場版 仮面ライダーディケイド オールライダー対大ショッカー（スーパー1の声）
  - 仮面ライダー×仮面ライダー W&ディケイド MOVIE大戦2010（スーパー1の声、Jの声）

### その他コンテンツ
- モバHO!ハッピーアワー「アキバでHAPPY!」（あっ!とおどろく放送局）
- オトメキハイスクール（高倉不動）
- パ・リーグ 熱球ライブ!（試合ダイジェストのナレーション）
- ファミ通
  - ファミ通 PLAYSTATION+ 2008年6月号（小野坂昌也とモンスターハンターについての対談）
  - ファミ通 PSP＋PS3 2008年8・9月号（モンスターハンターコラム）
- 声優チャット
- 映っちゃった映像GP（声の出演）